# Symplocos incrassata
Symplocos incrassata är en tvåhjärtbladig växtart som beskrevs av Aranha. Symplocos incrassata ingår i släktet Symplocos och familjen Symplocaceae. Inga underarter finns listade i Catalogue of Life.